# Reinhold Humbold
Reinhold Humbold (* 1948 in Neuburg a.d. Donau) ist ein deutscher Triathlet und Duathlet.

## Werdegang
Humbold hat eine kaufmännische Ausbildung absolviert und war Kaufmännischer Leiter in einer Spedition. Nachdem er zunächst Wasserball gespielt hatte, kam Humbold 1985 zum Triathlon.
Im Laufe seiner Karriere konnte er als Altersklassensportler bis jetzt 17 Deutsche Meistertitel, zwei EM-Titel, sowie sechs Weltmeistertitel auf allen Distanzen gewinnen.
Humbold errang 103 Podiumsplätze bei nationalen und internationalen Wettkämpfen sowie 51 Podiumsplätze bei Triathlon- und Duathlon-Wettkämpfen.
Über 200 Wettkämpfe wurden von ihm erfolgreich beendet.
Beim Ironman Hawaii konnte er 2005 in der AK55 in 9:47:29 Stunden den ersten Platz belegen und einen neuen Altersklassenrekord aufstellen, der bis 2012 bestand (siehe auch: Ironman Hawaii Altersklassenrekorde).
Seine Bestzeit auf der Ironman-Distanz (3,86 km Schwimmen, 180,2 km Radfahren und 42,195 km Laufen) stellte er 1995 im Rahmen der Europameisterschaften mit 9:28:01 Stunden beim Jümme-Triathlon auf. Humbold gilt damit als erfolgreichster deutscher Amateur und Altersklassentriathlet.
2015 konnte er beim Ironman Hawaii seine Altersklasse 65–69 in 11:53:39 Stunden gewinnen.